# Nikolaj Petrovič Lišin
Nikolaj Petrovič Lišin, (in russo: Николай Петрович Лишин) (31 marzo 1839 – 3 gennaio 1906), è stato un generale russo.

## Carriera
L'11 giugno 1858, con il grado di cornetta, entrò nel Reggimento di corazzieri di Sua Maestà. Il 28 novembre 1869 venne nominato comandante del distretto militare del Turkestan.
Dal 7 luglio al 17 novembre 1871 comandò gli squadroni dei cosacchi a Tashkent. Ha partecipato alla campagna di Khiva del 1873, per il quale fu promosso a colonnello. Partecipò alla campagna di Kokand (1875-1876).
Il 12 giugno 1877 venne nominato responsabile per ordini superiori dello Stato sotto il capo di Stato Maggiore Generale. Il 23 gennaio 1884 divenne un membro del Ministero della difesa.
Il 14 marzo 1896 venne promosso tenente generale.